# معركة كفرتوثا
معركة كفرتوثا هي إحدى المعارك التي وقعت خلال النزاع بين علي بن أبي طالب ومعاوية بن أبي سفيان في أحداث الفتنة الكبرى. جرت المعركة في منطقة كفرتوثا في الجزيرة الفراتية، بين قوات علي بقيادة كُميل بن زياد النخعي، مدعومًا بشبيب بن عامر الأزدي، وبين قوات الشام بقيادة عبد الرحمن بن قباث. جاءت هذه المواجهة بعد تحركات عسكرية متبادلة وتهديدات بغارات على مناطق هيت ونصيبين، ما دفع كميل للخروج بجيش محدود العدد نحو مواقع تمركز جيش الشام. وقد انتهت المعركة بانتصار قوات كميل وشبيب، وانسحاب جيش الشام بعد تكبدهم خسائر كبيرة، رغم تفوقهم العددي.

## خلفية
كان كُميل بن زياد على هيت في جيش من قوات علي، فلما أغار سفيان بن عوف على الأنبار، كان كميل قد سار إلى نواحي قرقيسيا لملاقاة قوم بلغه أنهم عزموا على الهجوم على هيت. فقال: «أبدأهم قبل أن يبدأوني، فإنه يقال: ابدأهم بالصراخ يفر». فترك على هيت رجلاً مكانه وسار بجميع أصحابه، فلما اقترب منهم جيش سفيان، فرّ من بقي في هيت وكانوا خمسين رجلاً، فغضب علي وكتب إليه: «إن تضييع المرء ما وُلّي وتكلفه ما كُفي عجز، وإن تركك عملك وتخطيك إياه إلى قرقيسيا خطأ وجهل ورأي شعاع».

## الاستعداد والتحرك نحو كفرتوثا
ثم أتاه كُميل كتابًا من شبيب بن عامر الأزدي من نصيبين يعلمه فيه أن عينًا له أخبره أن معاوية قد وجّه عبد الرحمن بن قباث بن أشيم نحو الجزيرة، وأنه لا يُدرى أيريد هيت أم نواحي الفرات. فاستشار كُميل أصحابه وقال: «إن كان ابن قباث يريدنا لنتلقينه، وإن كان يريد إخواننا في نصيبين؛ لنعترضنه». فخرج في أربعمائة فارس، وترك رجالته، وهم ستمائة رجل في هيت، وجعل يقطع الأخبار عن العدو.
ثم استخلف كميل على هيت عبد الله بن وهب الراسبي، وصار إلى شبيب في نصيبين. وخرج شبيب في ستمائة فارس، فاجتمعوا ألف فارس، وساروا نحو عبد الرحمن بن قباث، الذي كان يومئذ بمدينة تُدعى كَفَرْتُوثا في جيش كبير من أهل الشام.

## المعركة
أشرفت خيل أهل العراق بقيادة كُميل بن زياد وشبيب الأزدي على خيل أهل الشام، وكان الجيش الشامي بقيادة عبد الرحمن بن قباث ومعن بن يزيد السلمي، ويُقدّر عددهم بألفين وأربعمائة رجل. وعند التقاء الجيشين، ارتجز كُميل قائلًا:
كما ارتجز شبيب الأزدي قائلًا:
ثم التحم الجيشان واقتتلوا قتالًا شديدًا، انتهى بهزيمة جيش الشام وقتل عدد كبير منهم، بينما قُتل من أصحاب شبيب أربعة، ومن جيش كُميل رجلان هما: عبد الله بن قيس القابسي ومدرك بن بشر الغنوي. وبعد فضّ عسكر الشام، أمر كُميل ألّا يُتبع مدبر ولا يُجهز على جريح، قال كُميل لأصحابه: «لا تتبعوهم، فقد أنكينا فيهم، وإن تبعناهم فلعلهم أن يرجعوا علينا، ولا ندري كيف يكون الأمر». ثم كتب إلى علي بن أبي طالب بالفتح، فدعا له علي وأثنى عليه ثناءً حسناً.